# Districtul Domažlice
Districtul Domažlice (în cehă okres Domažlice) este un district (okres) din regiunea Plzeň din Republica Cehă. Capitala districtului este orașul Domažlice.
Multe sate ale districtului aparțin teritoriului regiunii etnografice Chod⁠(d), al cărei centru este orașul Domažlice. Teritoriul fostului district Horšovský Týn face parte din districtul modern Domažlice.

## Diviziuni administrative
Districtul Domažlice este împărțit în două districte administrative ale municipiilor cu competență extinsă: Domažlice și Horšovský Týn.

### Lista municipiilor
Orașele sunt marcate cu caractere aldine, iar orașele târg cu caractere cursive:
Babylon - Bělá nad Radbuzou - Blížejov - Brnířov - Čermná - Česká Kubice - Chocomyšl - Chodov - Chodská Lhota - Chrastavice - Díly - Domažlice - Drahotín - Draženov - Hlohová - Hlohová - Hlohová - Hlohová - Hlohova - Hlohová - Hlohová ště - Hvožďany - Kanice - Kaničky - Kdyně - Klenčí pod Čerchovem - Koloveč - Kout na Šumavě - Křenovy - Libkov - Loučim - Luženičky - Meclov - Mezholezy - Milkový Týn - Milkový Týn - Milkový - Mýkov - Mýkov Mutěnín - Nemanice - Němčice - Nevolice - Nová Ves - Nový Kramolín - Osvračín - Otov - Pařezov - Pasečnice - Pec - Pelechy - Poběžovice - Pocinovice - Poděvousy - Postřekov - Puclice - Rybník - Semník - Srbice - Sr. Tlumačov - Trhanov - Úboč - Újezd - Únějovice - Úsilov - Velký Malahov - Vidice - Vlkanov - Všepadly - Všeruby - Zahořany - Ždánov

## Geografie

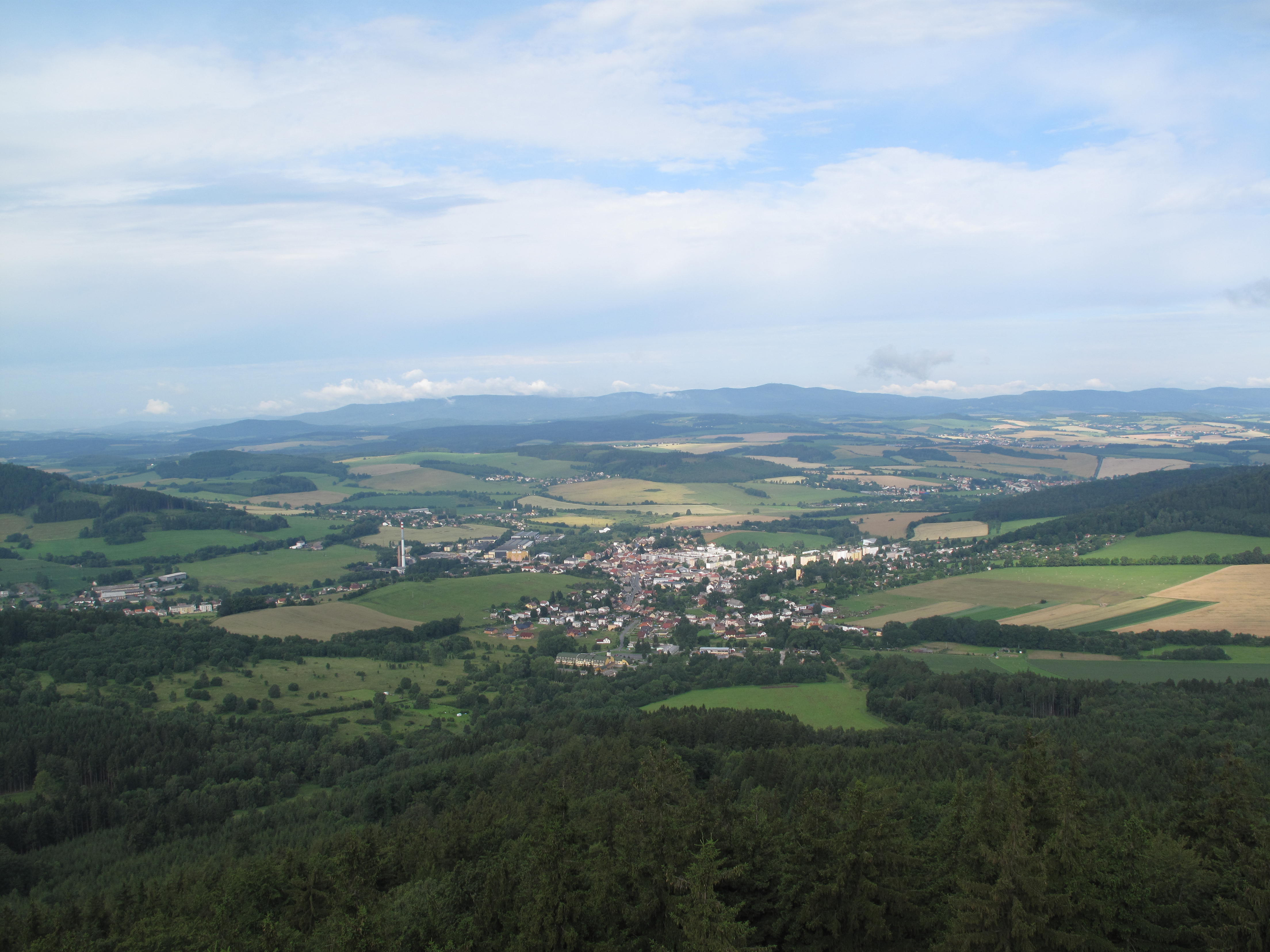
și peisajul înconjurător

Districtul Domažlice se învecinează cu Germania la vest. Terenul este deluros și de-a lungul frontierei de stat, peisajul este muntos. Teritoriul se extinde în cinci mezoregiuni geomorfologice: Český les inferior (vest), Český les superior (la nord și la centru), Munții Plasy (nord-est), Depresiunea Cham-Furth (la sud) și Muntele Švihov (est). Cel mai înalt punct al districtului este muntele Čerchov⁠(d) din Pec, cu o altitudine de 1.042 metri (3.419 ft). Cel mai de jos punct este albia râului Radbuza din Staňkov cu o altitudine de 351 metri (1.152 ft).
Din suprafața totală a districtului de 1051,8 km2, terenul agricol ocupă 564,2 km2, pădurile ocupă 396,7 km2, iar zona de apă ocupă 12,9 km2. Pădurile acoperă 37,7% din suprafața districtului. 
Singurul râu important este Radbuza, care izvorăște din partea de vest a raionului și curge prin district spre răsărit. De aici izvorăște și râul Chamb⁠(d). Nu se găsesc corpuri mari de apă în teritoriu. Cel mai mare este iazul Mezholezský cu o suprafață de 38 hectarei (94 acri).
Există o zonă de peisaj protejată: jumătatea sudică a Český les = Pădurea Boemiei.

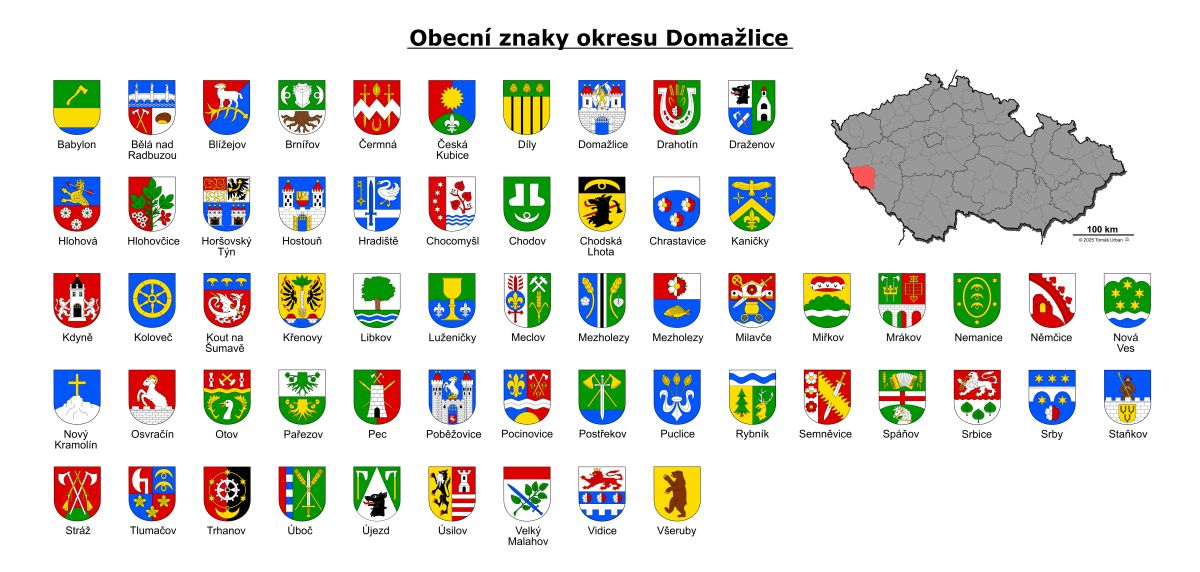
Prezentare generală a stemelor localităților districtului Domažlice

## Demografie

### Cele mai populate comune
| Nume                 | Populație | Suprafață (km2) |
| -------------------- | --------- | --------------- |
| Domažlice            | 11.010    | 25              |
| Kdyně                | 5.235     | 29              |
| Horšovský Týn        | 5.132     | 71              |
| Staňkov              | 3.388     | 21              |
| Bělá nad Radbuzou    | 1.718     | 83              |
| Blížejov             | 1.620     | 25              |
| Poběžovice           | 1.526     | 28              |
| Klenčí pod Čerchovem | 1.452     | 18              |
| Hostouň              | 1.234     | 39              |
| Meclov               | 1.208     | 32              |

## Economie
Cei mai mari angajatori cu sediul în districtul Domažlice și cu cel puțin 500 de angajați sunt următorii: 
| Entitate economica                 | Loc             | Nr. angajați | Activitate principală             |
| ---------------------------------- | --------------- | ------------ | --------------------------------- |
| Trans World Hotels & Entertainment | Česká Kubice⁠(d) | 500–999      | Jocuri de noroc și pariuri        |
| Spitalul Domažlice                 | Domažlice       | 500–999      | Sănătate                          |
| Gerresheimer Horšovský Týn⁠(d)      | Horšovský Týn   | 500–999      | Fabricarea produselor din plastic |

Uzinele industriale ale districtului sunt concentrate în principal în cele mai mari orașe ale sale, în special în orașul Kdyně.
Producția agricolă din district se concentrează în principal pe cultivarea grâului și a rapiței. Producția zootehnică se ocupă în principal de creșterea bovinelor, a porcilor și a păsărilor de curte. Cele mai mari întreprinderi agricole sunt situate în Meclov, Staňkov și Puclice.

## Transporturi
Nu există autostrăzi care trec prin district. Cel mai important drum este I/26 de la Plzeň spre granița ceho-germană prin Horšovský Týn. Mai este un drum de clasa I, I/22. Alte drumuri sunt II/183, II/184, II/185, II/189, II/190, II/192, II/193, II/195, II/196, II/197, II/198 și II/200.

## Obiective turistice

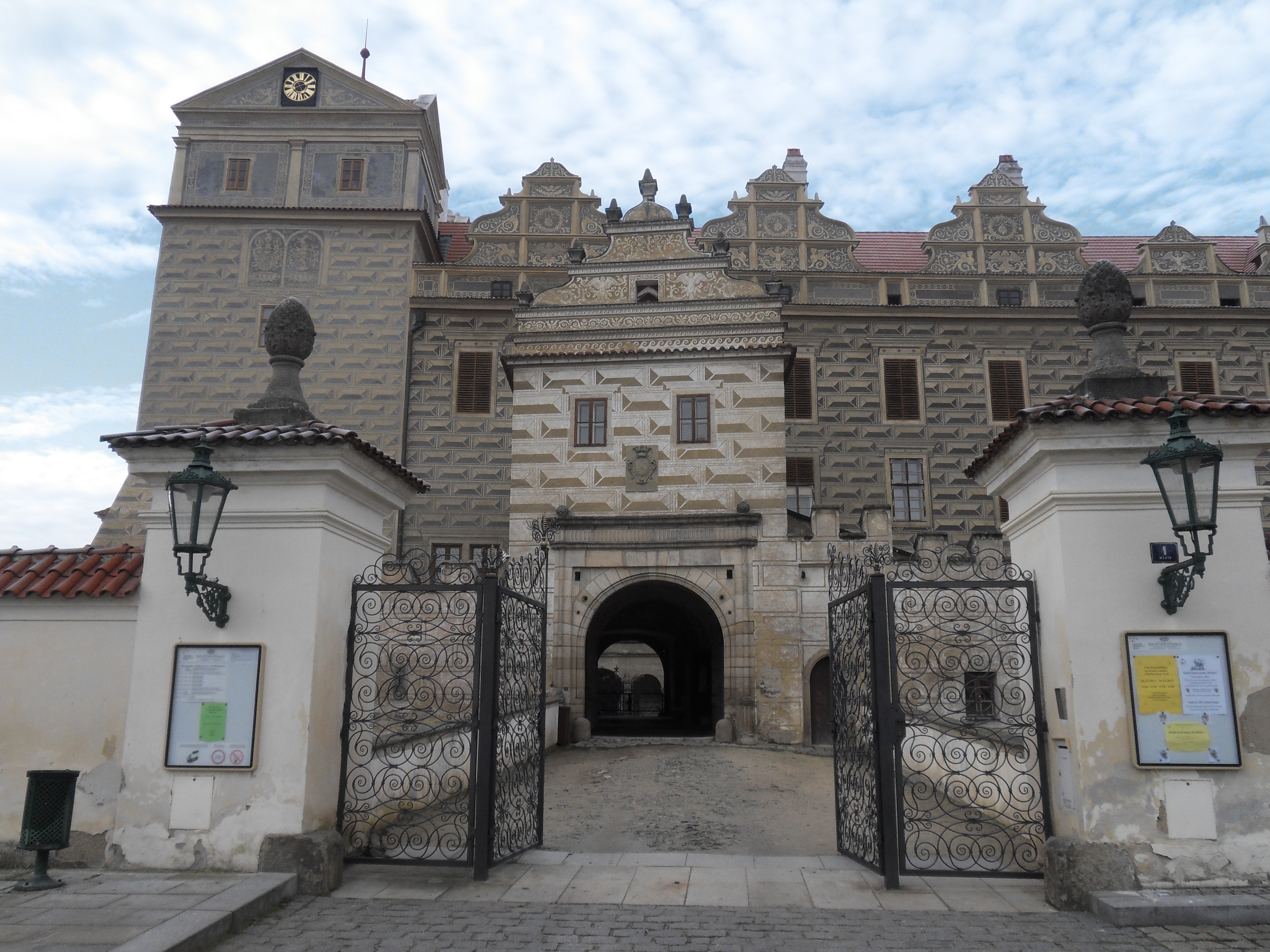
Castelul Horšovský Týn

Cele mai importante monumente din district, protejate ca monumente culturale naționale, sunt următoarele: 
- Castelul Horšovský Týn
- Mănăstirea augustiniană din Mnichov -Pivoň
- Castelul Poběžovice⁠(d)

Cele mai bine conservate așezări, protejate ca rezervații monumentale și zone monumentale, sunt următoarele:
- Domažlice (rezervație de monument)
- Horšovský Týn (rezervație de monument)
- Poběžovice⁠(d)
- Kanice
- Klenčí pod Čerchovem
- Pocinovice⁠(d)
- Stráž
- Trhanov

Cea mai vizitată destinație turistică este Castelul Horšovský Týn. 

## Personalități
- Josef Thomayer (1853–1927), medic, profesor universitar și scriitor